# Фиссура

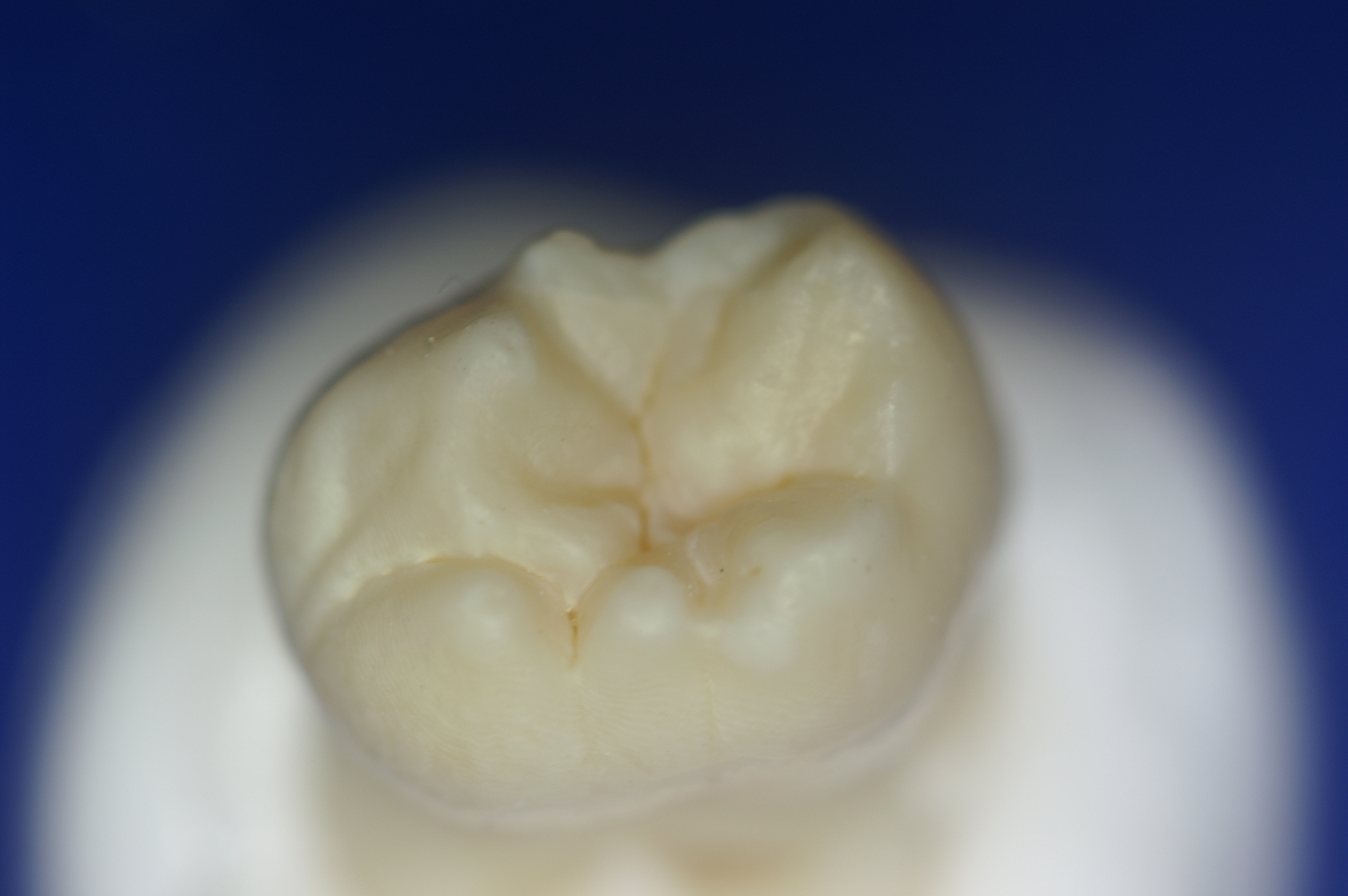
Фиссуры на зубе

Фиссуры (лат. fissura — «щель») — естественные, видимые углубления в виде бороздок и ямочек, которые имеются на поверхности жевательных зубов. От их структуры и месторасположения зависит перетирание пищи. Глубина фиссур составляет 0,25-3,0 мм, ширина на дне — 0,1-1,2. По форме делятся на 4 вида:
- воронкообразные
- конусообразные
- каплеобразные
- пробиркообразные

В зависимости от своего строения фиссуры делятся на четыре вида, согласно классификации П. А. Леуса 1962 года:
- Открытые
- Закрытые;
- Желобоватые;
- Гладкая поверхность.